# Pammene fasciana
The Chestnut leafroller (Pammene fasciana) là một loài bướm đêm thuộc họ Tortricidae. Nó được tìm thấy ở châu Âu và châu Á.
Sải cánh dài 13–17 mm. Con trưởng thành bay từ tháng 6 đến tháng 7 in miền tây Europe.
Ấu trùng ăn Castanea, Fagus và Quercus species. Nó bị xem là loài gây hại nghiêm trọng đối với Castanea sativa. 

## Hình ảnh

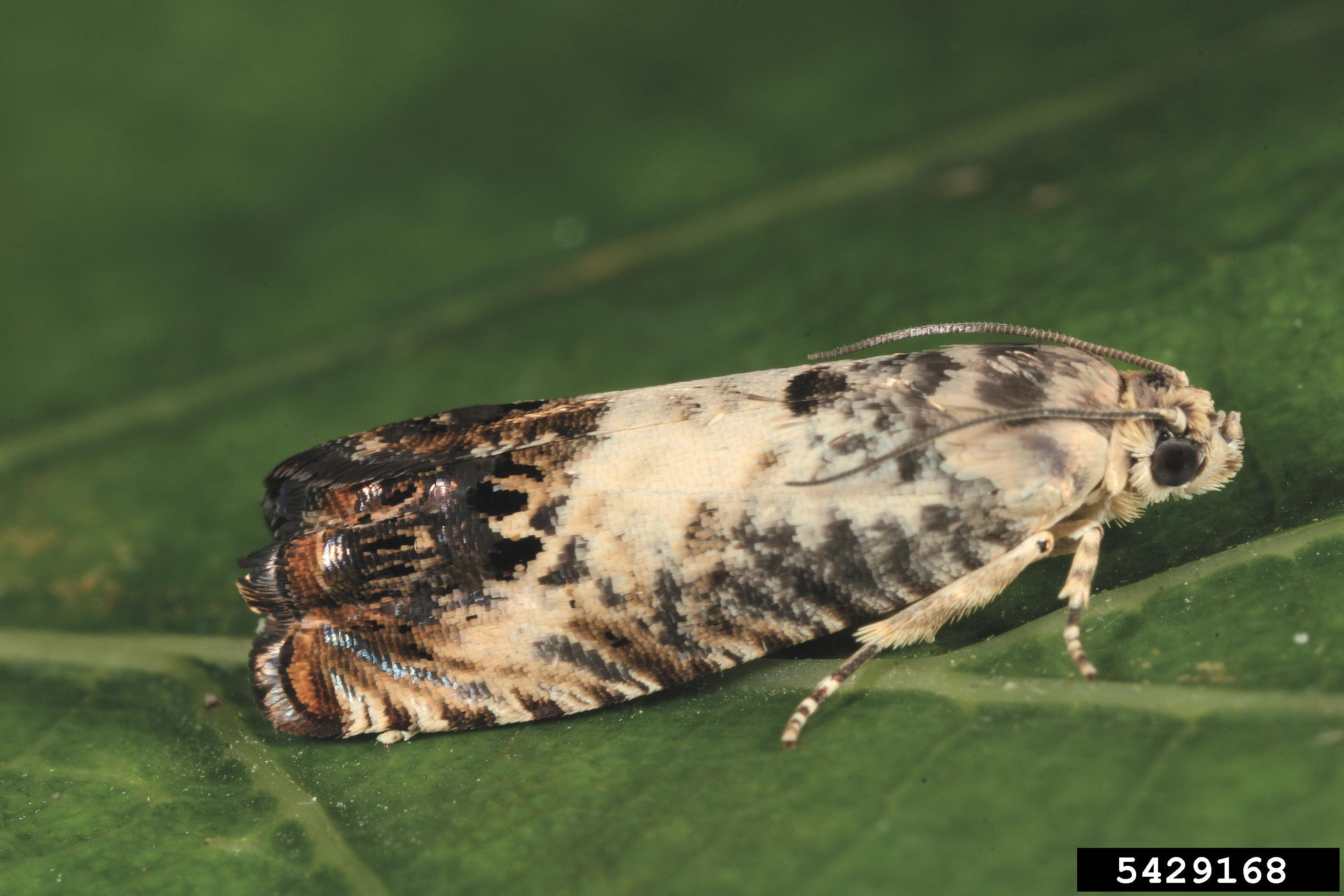
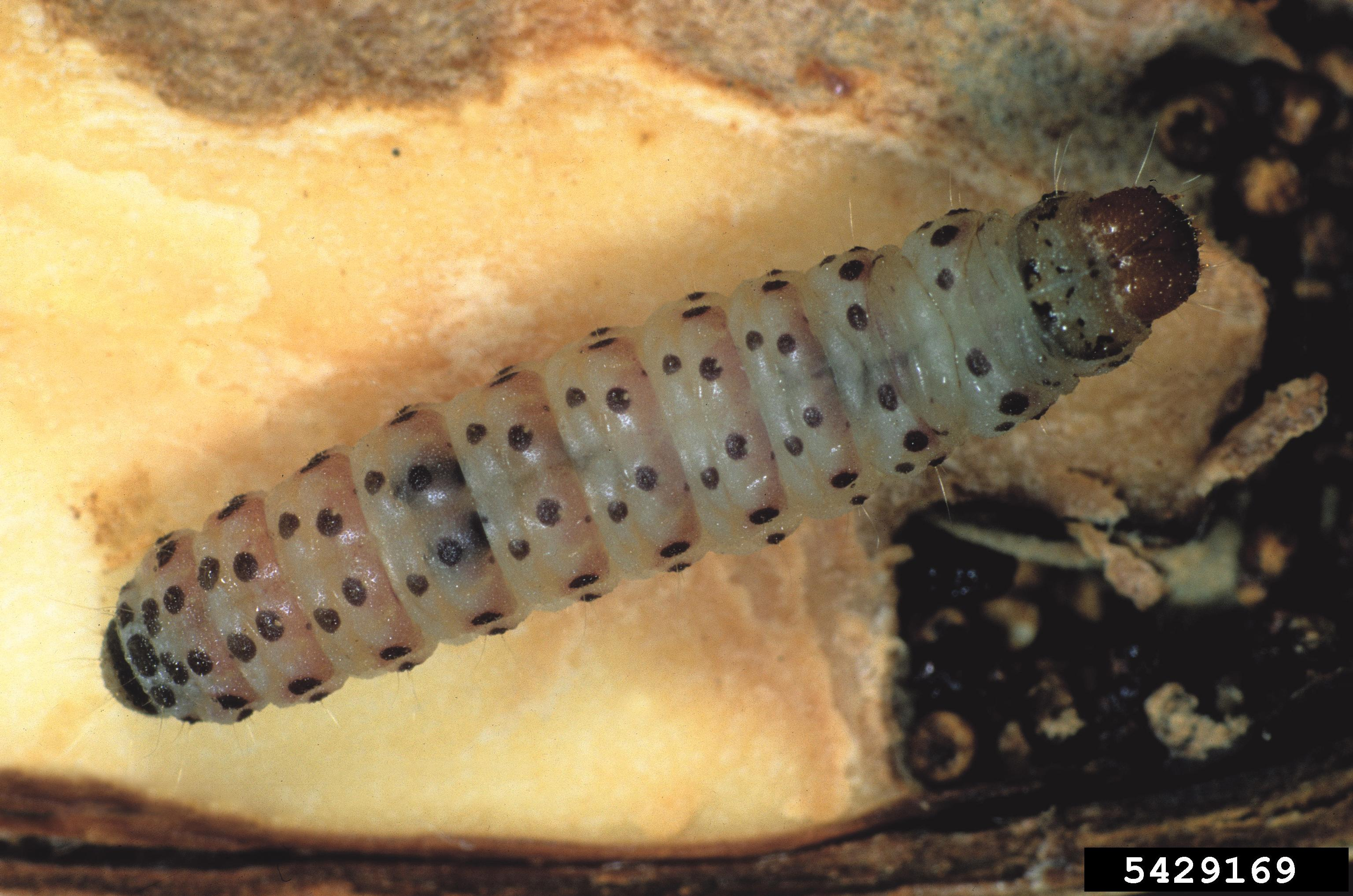